# Суг-Акси
Суг-Акси (тув.: Суг-Аксы) — село, входить до складу Пій-Хемського кожууна Республіки Тива Російської Федерації. Має статус центру сумона. Відстань до Кизила — 222 км, до Москви — 3753 км. Населення 3147 чол.